# Baogai, Hunan
Baogai (kinesiska: 宝盖, 宝盖镇) är en köping i Kina. Den ligger i provinsen Hunan, i den södra delen av landet, omkring 160 kilometer söder om provinshuvudstaden Changsha. Antalet invånare är 41073. Befolkningen består av 19 500 kvinnor och 21 573 män. Barn under 15 år utgör 24,0 %, vuxna 15-64 år 67 %, och äldre över 65 år 8,0 %.
Genomsnittlig årsnederbörd är 1 778 millimeter. Den regnigaste månaden är maj, med i genomsnitt 282 mm nederbörd, och den torraste är oktober, med 22 mm nederbörd.